# منطقة مكون المحمية
منطقة مكون المحمية (بالأمازيغية: ⵎⴳⵓⵏ) هي منطقة محمية وحديقة جيولوجية عالمية لليونسكو في جبال الأطلس في وسط المغرب.

## المواقع
تشمل منطقة الحفظ المواقع التالية.
- سد بين الويدان.
- متحف جيوبارك في أزيلال.
- إمنفري.
- شلالات أوزود.
- زاوية أحنصال.